# Потоцкий, Якуб (подкоморий галицкий)
Якуб Потоцкий (около 1481 года — до 1551 года) — польский государственный и военный деятель, подсудок галицкий (1535 год), подкоморий галицкий (1543 год), основатель линии «Серебряная Пилява» рода Потоцких.

## Биография
Представитель польского шляхетского рода Потоцких герба «Пилява». Младший сын хорунжего краковского Мацея Потоцкого. Родился в селе Поток под Енджеювом в Краковской земле.
В 1527 году владелец имений Пукова и Соколова, полученных в приданое за женой. В 1533 году продал свою долю родового имения Поток двоюродному брату Яну Потоцкому. 6 февраля 1533 года на сейме в Пётркуве-Трыбунальском получил от польского короля Сигизмунда Старого во владение село Униж Польской Руси.
Как и значительная часть польской шляхты, Якуб Потоцкий отправился искать лучшей доли в Русском воеводстве, чтобы развивать там польские поселения, главной задачей которых было укрепление обороноспособности Польского королевства. Якуб Потоцкий поселился в Галицкой земле. В 1531 году участвовал в битве с молдаванами под Обертином, где находился в составе хоругви под командованием Вавжинца Будзовского. В июне 1535 году был назначен подсудком галицким. С 1536 года — командир собственной роты, 1 февраля 1538 года участвовал в схватке с войском молдавского господаря Петра Рареша у реки Серет, а в августе 1538 года — в битве под Хотином.
18 апреля 1543 года Якуб Потоцкий был назначен подкоморием галицким. Сеймы 1544, 1545 и 1547 годов передали ему во владение местечки Соколов вместе Золотым Потоком, Костыльники, в Подолии — Бабчинцы, Криков, Ковьячив, Суходол, Кривое и Бондари. 5 апреля 1547 года получил право на основание города Сидорова.

## Семья
Якуб Потоцкий бы дважды женат. Его первой женой стала Катарина Емельницкая (ум. до 1544 года), от брака с которой имел детей:
- Николай Потоцкий (1517/1520-1572), староста хмельницкий и каменецкий
- Луция Потоцкая, жена Николая Щицкого
- Анна Потоцкая, жена Николая Корицинского
- Эльжбета Потоцкая, 1-й муж хорунжий подольский Ян Сметанка, 2-й муж войский червоногородский Якуб Калиновский
- Катарина Потоцкая, жена Николая Венжика
- Ян Потоцкий (ум. 1567/1571)
- Анджей Потоцкий (ок. 1532 — 12.02.1572), хорунжий каменецкий

Около 1544 года вторично женился на Друзилле Язловецкой (ум. после 1570), дочери каштеляна каменецкого Николая Язловецкого-Монастырского (ум. 1555). Дети:
- Станислав Потоцкий (ок. 1544—1599)